# Friedrich Gernsheim
Friedrich Gernsheim   (Worms, 17 de juliol de 1839 - Berlín, 11 de setembre de 1916), fou un pianista, compositor director d'orquestra i professor de música alemany del postromanticisme.

## Biografia
Fill d’un metge, Friedrich Gernsheim provenia d’una respectada família jueva de Worms. Va rebre la seva primera instrucció musical a Worms de la seva mare, que era pianista. Més tard va rebre lliçons de l'estudiant de Spohr Louis Liebe. A causa de la inquietud revolucionària de 1848, es va traslladar a Magúncia, on va rebre classes de piano d'Ernst Pauer.
El 1849, Gernsheim es va establir a Frankfurt del Main, on va rebre classes regulars i sistemàtiques de piano i violí. Als onze anys hi va aparèixer per primera vegada públicament com a pianista, violinista i com a compositor d'una obertura de concert. Des del 1849 estudià piano i composició. Tingué com a mestres, respectivament, Eduard Rosenhain (germà de Jakob Rosenhain) i J. C. Hauff i des de 1852 completà la seva educació musical al Conservatori de Leipzig amb Ignaz Moscheles i Ferdinand David. Del 1855 al 1860 va viure a París, on va conèixer Louis Théodore Gouvy, Édouard Lalo i Camille Saint-Saëns. Va trobar la seva primera feina a Saarbrücken com a director musical.
Des del 1865 fou professor del Conservatori de Colònia i cap del cor de la ciutat i de la societat musical. També va ocupar el càrrec de mestre de capella al teatre de la ciutat. Un dels seus estudiants fou Engelbert Humperdinck. El 1874 succeí Woldemar Bargiel a Rotterdam com a mestre de capella i a més fou director de la "Societat per a la promoció de la música" (neerlandès: Maatschappij tot Bevordering der Toonkunst) d'aquella ciutat. Va compondre tres de les seves quatre simfonies a Rotterdam. Era amic de Johannes Brahms i sovint dirigia les seves obres.
El 1890 fou nomenat director de l'associació de cant (Gesangerein) Stern i director artístic del conservatori del mateix nom de Berlín. Fou succeït en el càrrec per l'austríac Richard von Perger,Allà tingué, entre altres alumnes, a Martin Spanjaard i Heinrich Gotllieb Noren. El 1897 va ocupar un lloc al consell de l'Acadèmia Prussiana de les Arts d'aquesta ciutat.
El 1872, Gernsheim es va convertir en francmaçó de la Lògia per al temple reconstruït de l’amor fraternal, alemany: Zum wiedererbauten Tempel der Bruderliebe a Worms i després, el 1897, de la Lògia de Berlín Friedrich zur Gerechtigkeit.
Va morir el 1916. La seva tomba es troba al cementiri jueu de Berlín-Weißensee.
Durant l'època del Tercer Reich, la música de Gernsheim no es va tocar. El seu nom va aparèixer a la primera edició, el 1940, del Lexikon der Juden in der Musik de Herbert Gerigk i Theophil Stengel.

## Estil
Segons els pocs que han estudiat la música de Friedrich Gernsheim, se sol classificar com un compositor romàntic fortament influït per Johannes Brahms.. Tot i que certament va aprendre del gran compositor, Gernsheim va començar la seva carrera de composició abans d’escoltar Brahms i la seva influència només es va descobrir més tard. Christopher Fifield suggereix que Gernsheim deu la seva "instrumentació, formes temàtiques, acompanyaments i textures orquestrals" a Brahms i Max Bruch.De fet, alguns creuen que l’obra simfònica de Gernsheim s'assembla més a Bruch que a Brahms, però els homenatges a tots dos mestres són presents a la seva música. Tanmateix, a diferència de Bruch, es descriu que Gernsheim tenia el seu propi "llenguatge melòdic personal" i era més atrevit en la seva harmonia, mentre que Bruch estava inspirat en gran manera en cançons populars.
Després de l'estrena de la primera simfonia de Gernsheim, que fou anterior a la Primera Simfonia de Brahms, els temes de Gernsheim van ser elogiats per posseir una “abundància de detalls bells”, molts dels quals passen desapercebuts per a l'oient en la primera audició.El mateix crític afirmava que el seu tractament de la instrumentació "revela una mà amb molt de talent" i molts oients preferien les simfonies de Gernsheim a les de Brahms. Bruch, d'una banda, considerava la primera simfonia de Gernsheim una obra que "se situa sense cap dubte entre les millors que s'han escrit en aquest gènere en el nostre temps". Fins i tot va qualificar les simfonies de Brahms de sobrevalorades i d’acord amb la crítica perquè Gernsheim demostrava un gran avantatge sobre les dels seus contemporanis: “la seva excel·lent orquestració”.
D’altra banda, alguns crítics de Gernsheim i fins i tot el seu professor, Ignaz Moscheles, van dir que va caure en el mateix parany que Bruckner, en compondre melodies curtes o temes que ja eren massa complicats per desenvolupar-se més. Certament, alguns dels temes de Gernsheim poden semblar fugitius i desconnectats ja que sovint insereix motius curts i de transició, però aconsegueix un alt grau de contrast entre temes mitjançant l’ús de transicions i silenci. Moscheles també va admetre, després de tocar el primer quartet de piano de Gernsheim, que componia "amb una gran agilitat a la manera de Schumann" i l'estil romàntic de l'època, però pensava que els seus clars motius eren sovint sacrificats al "contrapunt artificial". Actualment, molts teòrics i crítics musicals coincideixen amb aquesta avaluació del compositor, en dir que les seves simfonies i altres obres solen ser discursives, però tots admiren el seu talent en orquestració i els seus èxits en música de cambra. En entorns de cambra, va escriure especialment bé per a cordes i va presentar les seves idees i desenvolupaments lògics més centrats. Les seves obres orquestrals tardanes, com la seva Quarta Simfonia i el poema simfònic Zu Einem Drama, demostren la maduresa assolida en la seva música de cambra però a una escala més gran.
Al llarg de la seva carrera, Gernsheim va demostrar ser un compositor una mica conservador i un fidel estudiant de la forma clàssica. Componia amb la creença que tota mesura hauria de ser "essencial i inevitable", cosa que sens dubte està present en les seves obres posteriors. Les idees discursives amb desenvolupaments a petita escala que li van aportar crítiques s'utilitzen sovint per afegir varietat dins de les estructures tradicionals. La seva música que segueix la forma sonata-allegro, per exemple, sol incloure almenys tres temes expositius que estableixen patrons estructurals i li permeten minar-los. Tanmateix, es poden rastrejar fils i relacions habituals a través dels seus molts temes i Gernsheim els utilitza per aconseguir un cert equilibri en la seva música. Alexander Ringer anomena aquesta virtut "Gediegenheit" o "decència i solidaritat", un principi que va servir de guia constant en la vida musical i personal de Gernsheim.

## Obres (selecció)
Gernsheim va escriure quatre simfonies i obres de música de cambra.
- Obres orquestrals i concerts
  - Simfonia núm. 1 en sol menor, op. 32 (1874)
  - Simfonia núm. 2 en mi bemoll major, op. 46 (1880)
  - Simfonia núm. 3 en do menor, op. 54 Mirjam (1887)
  - Simfonia núm. 4 en si bemoll major, op. 62 (1895)
  - Waldmeisters Brautfahrt, obertura op. 13 (primera representació: 1868)
  - Zu einem drama, poema simfònic per a gran orquestra op.82 (1902)
  - In memoriam: ein Klagegesang für Streichorchester und Orgel op. 91 (1915)
  - Concert per a piano en do menor, op. 16 (1868)
  - Concert per a violí núm. 1 en re major op. 42 (1879)
  - Concert per a violí núm. 2 en fa major op. 86 (1912)
  - Peça de fantasia per a violí i orquestra en re major op. 33 (publ. 1876)
  - Concert per a violoncel en mi menor, op. 78 (1903)
  - Divertiment per a flauta, dos violins, viola, violoncel i contrabaix (o flauta i orquestra de corda) en mi major op. 53 (1887)

- Música de cambra
  - Trio de corda en sol major, 1900 (primera edició Amadeus Verlag, 2013)
  - Quintet de corda núm. 1 en re major op.9 (primera representació: 1867)
  - Quintet de corda núm. 2 en mi bemoll major, op. 89 (1915/16)
  - Quintet de piano núm. 1 en re menor, op.35 (1875/76)
  - Quintet de piano núm. 2 en si menor, op.63 (1896)
  - Quartet de corda núm. 1 en do menor, op. 25 (publ. 1872)
  - Quartet de corda núm. 2 en la menor, op. 31 (interpretat per primera vegada el 1874)
  - Quartet de corda núm. 3 en fa major, op. 51 (1885)
  - Quartet de corda núm. 4 en mi menor, op. 66 (1899?)
  - Quartet de corda núm. 5 en la major op.83 (1911?)
  - Quartet de piano núm. 1 en mi bemoll major, op. 6 (publ. 1865)
  - Quartet de piano núm. 2 en do menor, op.20 (publicat cap al 1870)
  - Quartet de piano núm. 3 en fa major op.47 (publ. 1883)
  - Trio per a piano núm. 1 en fa major, op. 28 (publ. 1873)
  - Trio de piano núm. 2 en si major op.37 (1877)
  - Sonata per a violí núm. 1 en do menor, op. 4 (publ. 1865)
  - Sonata per a violí núm. 2 en do major op.50 (publ. 1885)
  - Sonata per a violí núm. 3 en fa major, op. 64 (publ. 1898)
  - Sonata per a violí núm. 4 en sol major op.85 (publ. 1912)
  - Sonata per a violoncel núm. 1 en re menor, op. 12 (1868)
  - Sonata per a violoncel núm. 2 en mi menor, op. 79 (1902-06)
  - Sonata per a violoncel núm. 3 en mi menor, op. 87 (1914)

- Obres corals
  - Wächterlied, per a cor i orquestra, op. 7[8]
  - Salamis, per a cor masculí i orquestra, op. 10
  - Nibelungen wiederfahrt, op. 73
  - Nornen wiegenlied, op. 65
  - Agrippina, op. 77